# Verena Ehrich-Haefeli
Verena Ehrich-Haefeli (* 1933 in Olten als Verena Haefeli) ist eine Schweizer Literaturwissenschaftlerin.

## Leben
Verena Ehrich-Haefeli studierte Germanistik und Romanistik an der Universität Zürich und am Bryn Mawr College. Sie schloss ihr Studium 1956 mit dem Lizentiat ab. 1964 promovierte sie mit einer Arbeit über den Dichter Werner Zemp bei Emil Staiger in Zürich. Von 1967 bis zu ihrer Pensionierung 1996 unterrichtete sie in verschiedenen Funktionen (chargée de recherche, chef de travaux, maître d’enseignement et de recherche) an der Universität Genf. Einen Ruf auf eine Professur am Bryn Mawr College lehnte sie aus familiären Gründen ab.

## Forschung
Nach ihrer Dissertation zum zeitgenössischen Lyriker Werner Zemp wandte sie sich hauptsächlich dem 18. Jahrhundert und der Schwellenzeit um 1800 zu. In zahlreichen Aufsätzen erforschte sie u. a. in psychohistorischer Hinsicht die Genese des bürgerlichen Subjekts und der bürgerlichen Geschlechterkonzepte sowie die Vorstellung von Mütterlichkeit. Ausgangspunkt waren Texte von Jean-Jacques Rousseau, Gotthold Ephraim Lessing, Friedrich Schiller, Johann Wolfgang Goethe, Sophie von La Roche, Maler Müller u. a. Fruchtbare Zusammenarbeiten ergaben sich mit dem «Freiburger Arbeitskreis Literatur und Psychoanalyse e. V.», an dessen Tagungen sie regelmässig teilnahm, und mit ihrer Genfer Kollegin Renate Böschenstein, deren Interesse für die psychoanalytische Literaturwissenschaft sie teilte.

## Schriften (Auswahl)

### Monographie
- Werner Zemp. Das Problem einer deutschen «poésie pure» (= Zürcher Beiträge zur deutschen Literatur- und Geistesgeschichte. Nr. 27). Atlantis, Zürich 1967.

### Edition
- als Herausgeberin: Werner Zemp. Das lyrische Werk – Aufsätze – Briefe. Vorwort von Emil Staiger. Atlantis, Zürich 1967.

### Aufsätze (Auswahl)
- «Sein Glück sei dein Glück!» Rousseaus «Sophie» und die Entstehung der bürgerlichen Geschlechterideologie. In: Mechthild Blum, Thomas Nesseler (Hrsg.): Weibsbilder. Das neue Bild der Frau in Gesellschaft und Politik. Rombach, Freiburg im Breisgau 1994.
- Individualität als narrative Leistung? Zum Wandel der Personendarstellung in Romanen um 1770 – Sophie LaRoche, Goethe, Lenz. In: Wolfram Groddeck, Ulrich Stadler (Hrsg.): Physiognomie und Pathognomie. Zur literarischen Darstellung von Individualität. Festschrift für Karl Pestalozzi. De Gruyter, Berlin 1994, S. 49–75.
- Natur und Weiblichkeit. Zur Ausarbeitung der bürgerlichen Geschlechterideologie von Rousseau bis zu Schiller. In: Peter Gasser, Jürgen Söring (Hrsg.): Rousseauismus. Naturevangelium und Literatur. Peter Lang, Bern 1999, S. 155–197.
- Zur Genese von «Mütterlichkeit» 1750–1800. Brentanos Chronika des fahrenden Schülers im psychohistorischen Kontext. In: Ita-Maria Grosz-Ganzoni (Hrsg.): Widerspenstige Wechselwirkungen. Feministische Perspektiven in Psychoanalyse, Philosophie, Literaturwissenschaft und Gesellschaftskritik. Edition diskord, Tübingen 1996.